# 凯文·巴尼特
凯文·巴尼特（英語：Kevin Barnett，1974年5月14日—），美国男子排球运动员。他曾代表美国国家队参加2000年和2004年夏季奥林匹克运动会排球比赛，最好成绩为2004年奥运会的第四名。